# Goasafat
Goasafat (ook wel Garsafat genoemd) is een census town in het district Purba Medinipur van de Indiase staat West-Bengalen.

## Demografie
Volgens de Indiase volkstelling van 2001 wonen er 5406 mensen in Goasafat, waarvan 52% mannelijk en 48% vrouwelijk is. De plaats heeft een alfabetiseringsgraad van 65%.